# Драгољуб Костић
Драгољуб Костић (Приштина, 1950) бивши је југословенски и српски фудбалер.

## Каријера
Костић је играо на позицији центарфора. Фудбалску каријеру је почео у родној Приштини, али је пуну афирмацију стекао у Напретку из Крушевца. Један је од најбољих голгетера у историји крушевачког клуба. У сезони 1979/80. Напредак је постигао највећи успех у својој историји под вођством тренера Томе Калоперовића — пласман у Куп УЕФА. Исте сезоне Драгољуб Костић је био најбољи стрелац фудбалског првенства Југославије са 17 постигнутих голова (поделио прво место са Сафетом Сушићем).
Након завршетка играчке каријере радио је као фудбалски тренер у Напретку.

## Успеси
- Индивидуални
  - Најбољи стрелац Првенства Југославије: 1980.